# Estación de Cieza
Cieza es una estación ferroviaria situada en el municipio español homónimo, en la Región de Murcia. En la actualidad carece de servicio de viajeros.

## Situación ferroviaria
La estación se encuentra en el punto kilométrico 393,4/410,1 de la línea férrea 320 de la red ferroviaria española que une Chinchilla con Cartagena, a 212,88 metros de altitud. Desde la entrada en servicio de la variante de Camarillas (20 de marzo de 2019) la kilometración varió en el tramo Hellín-Cieza, correspondiendo en este tramo el P. K. 393,4 a la estación de Cieza, que no obstante conserva simultáneamente su anterior kilometración (410,1) en el tramo contiguo Cieza-Alguazas-Molina. El elevado kilometraje se debe a que es Madrid la que se toma como kilómetro cero de la línea y no Chinchilla. El tramo es de vía única y está sin electrificar. 

## Historia
La estación fue abierta al servicio el 8 de octubre de 1864 con la puesta en funcionamiento del tramo Murcia-Cieza de la línea que pretendía prolongar la línea Madrid-Alicante hasta Murcia y Cartagena. MZA propietaria del trazado del cual nacía la derivación en Albacete se encargó de las obras. En 1941, con la nacionalización de la totalidad de la red ferroviaria española la estación pasó a ser gestionada por RENFE. Desde el 31 de diciembre de 2004 Renfe Operadora explota la línea mientras que Adif es la titular de las instalaciones ferroviarias.